# 대강초등학교 장정분교
대강초등학교 장정분교는 대한민국 충청북도 단양군에 있었던 공립 초등학교이다.

## 연혁
- 1926년 4월 1일 : 장정 학술강습소 개원
- 1934년 4월 1일 : 대강공립보통학교 부설 장정간이학교 설립 인가
- 1941년 4월 1일 : 장정국민학교 승격(6년제)
- 1984년 12월 22일 : 6개 교실 및 숙직실 개축
- 1992년 3월 1일 : 올산분교장 통폐합
- 1996년 3월 1일 : 장정초등학교로 개칭
- 1999년 2월 17일 : 제53회 졸업식 거행, 졸업생 7명
- 1999년 3월 1일 : 대강초등학교로 편입
- 2017년 6월 30일 : 폐교 및 대강초등학교와 통합[1]